# Symbolanthus australis
Symbolanthus australis är en gentianaväxtart som beskrevs av Struwe. Symbolanthus australis ingår i släktet Symbolanthus och familjen gentianaväxter. Inga underarter finns listade i Catalogue of Life.